# Dix-septième problème de Hilbert
Le dix-septième problème de Hilbert est l'un des vingt-trois problèmes de Hilbert, posés par David Hilbert en 1900. Il s'agissait, dans celui-là, de montrer que toute fonction rationnelle à coefficients réels positive (i.e. ne prenant que des valeurs positives) est somme de carrés de fonctions rationnelles sur ℝ.
Il a été résolu en 1927 par Emil Artin, sur ℝ et plus généralement sur tout corps réel clos. Une démonstration par la théorie des modèles a été trouvée par le logicien Abraham Robinson. Une solution algorithmique a été trouvée en 1984 par Charles Delzell. Un résultat de Albrecht Pfister montre que toute forme positive en n variables est somme de 2n carrés.
Dubois a prouvé en 1967 que le théorème ne se généralise pas à un corps ordonné quelconque. Dans ce cas, on peut seulement affirmer que tout polynôme positif (en) est combinaison linéaire à coefficients positifs de carrés de fonctions rationnelles.
Gondard-Ribenboim et Procesi-Schacher ont donné une généralisation matricielle — toute matrice de fractions rationnelles qui ne prend que des valeurs positives est somme de carrés de matrices symétriques — et Hillar-Nie en ont trouvé une démonstration élémentaire.
La formulation par Hilbert de son 17e problème (équivalente à la formulation ci-dessus) était : montrer que tout polynôme positif à coefficients réels est somme de carrés de fonctions rationnelles sur ℝ. Hilbert avait démontré en 1888 qu'un tel polynôme n'est pas nécessairement somme de carrés de polynômes mais Motzkin fut le premier, en 1966, à donner un contre-exemple explicite, : X4Y2 + X2Y4 – 3X2Y2 + 1. On connaît des conditions suffisantes explicites pour qu'un polynôme soit somme de carrés de polynômes,. Un polynôme positif est tout de même toujours limite (pour la norme ℓ1 sur les coefficients) de sommes de carrés de polynômes.
Une question encore ouverte est d'expliciter le plus petit nombre v(n, d) tel que tout polynôme positif de degré d en n variables est somme de v(n, d) carrés de fonctions rationnelles réelles. Le meilleur résultat connu en 2008 est la majoration trouvée par Pfister en 1967 : v(n, d) ≤ 2n.
L'analogue hermitien en analyse complexe, en remplaçant les carrés de fonctions rationnelles par des carrés de normes de fonctions holomorphes, est plus difficile, mais vrai pour les polynômes positifs, d'après un résultat de Quillen. Cependant, le résultat de Pfister ne s'étend pas à ce cas, c'est-à-dire que le nombre de carrés nécessaires n'est pas borné.